# Eben im Pongau (stacja kolejowa)
Eben im Pongau (niem: Bahnhof Eben im Pongau) – stacja kolejowa w Eben im Pongau, w kraju związkowym Salzburg, w Austrii. Znajduje się na Ennstalbahn. Obsługuje połączenia regionalne, a budynek dworca jest uznany za zabytek.

## Historia
Linia kolejowa Selzthal - Bischofshofen - Wörgl (Styria - Tyrol), czasami nazywane też Giselabahn została zbudowana przez Kaiserin Elisabeth-Bahn. Została otwarta 6 sierpnia 1875. Była to ważna inwestycja kolejowa w sieci kolejowej Austro-Węgier. Stacja kolejowa Eben była wąznym przystankiem na Katschberg Straße (obecnie B99), które jest ważnym traktem w Lungau i Karyntii. Od czasu Tauernbahn (poprzez Bad Gastein) w 1909 i autostrady A10 w 1970 roku, znaczenie stacji zmalało.
Dworzec jako jeden z niewielu obiektów kolejowych w Alpach przetrwał II wojnę światową i dlatego został uznany za zabytek.

## Linie kolejowe
- Ennstalbahn